# Сушобрег
Сушобрег је насељено место у саставу општине Коњшчина у Крапинско-загорској жупанији, Хрватска. До територијалне реорганизације у Хрватској налазио се у саставу старе општине Златар-Бистрица.

## Историја
Новом територијалном организацијом у Хрватској, насеље Сушобрег је подељено између општине Коњшчина под именом Доњи Сушобрег, које је затим промењено у Сушобрег и општине Марија Бистрица под именом Горњи Сушобрег, које је затим промењено у Сушобрег Бистрички.

## Становништво
На попису становништва 2011. године, Сушобрег је имао 222 становника. За попис 1991. године погледати под Сушобрег.